# Zale discisigna
Zale discisigna là một loài bướm đêm trong họ Erebidae.